# 사와라 친왕
사와라 친왕(早良親王)은 고닌 천황의 황자이다. 간무 천황, 노토노 히메미코와 동복 남매이다. 황태제에 올랐지만 후에 태정대신 후지와라노 다네쓰구 암살에 연루되어 굶어죽었다. 사후 스도 천황(崇道天皇)으로 추촌되었다.

## 같이 보기
- 어령신앙